# فرودگاه صحرایی بوولتن
فرودگاه صحرایی بوولتن (به انگلیسی: Bolton Field) یک فرودگاه همگانی بهره‌برداری هوایی است که یک باند فرود آسفالت دارد و طول باند آن ۱۶۷۶ متر است. این فرودگاه در شهر کلمبوس کشور ایالات متحده آمریکا قرار دارد و در ارتفاع ۲۷۶ متری از سطح دریا واقع شده‌است.